# Francie na Letních olympijských hrách 1984
Francii na Letních olympijských hrách v roce 1984 v americkém Los Angeles reprezentovala výprava 238 sportovců (189 mužů a 49 žen) v 21 sportech.

## Medailisté
| Medaile | Jméno | Sport                | Soutěž                                         |
| ------- | --- | -------------------- | ---------------------------------------------- |
| Zlato   | Pierre Quinon | Atletika             | Muži skok o tyči                               |
| Zlato   | Philippe Boisse | Šerm                 | Muži kord jednotlivci                          |
| Zlato   | Jean-François Lamour | Šerm                 | Muži šavle jednotlivci                         |
| Zlato   | Philippe Hébérle | Sportovní střelba    | Muži 10 metrů vzduchová puška                  |
| Zlato   | William Ayache Michel Bibard Michel Bensoussan Dominique Bijotat François Brisson Patrick Cubaynes Patrice Garande Philippe Jeannol Guy Lacombe Jean-Claude Lemoult Jean-Philippe Rohr Albert Rust Didier Sénac Jean-Christophe Thouvenel José Touré Daniel Xuereb Jean-Louis Zanon | Fotbal               | Turnaj mužů                                    |
| Stříbro | Joseph Mahmoud | Atletika             | Muži 3000 m steeplechase                       |
| Stříbro | Bernard Brégeon Patrick Lefoulon | Kanoistika           | Muži K2 1000 m                                 |
| Stříbro | Philippe Boisse Jean-Michel Henry Olivier Lenglet Philippe Riboud Michel Salesse | Šerm                 | Družstvo mužů kord                             |
| Stříbro | Philippe Delrieu Franck Ducheix Hervé Granger-Veyron Pierre Guichot Jean-François Lamour | Šerm                 | Družstvo mužů šavle                            |
| Stříbro | Angelo Parisi | Judo                 | Muži nad 95 kg                                 |
| Stříbro | Michel Bury | Sportovní střelba    | Muži 50 metrů libovolná malorážka 60 ran vleže |
| Stříbro | Frédéric Delcourt | Plavání              | Muži 200 m znak                                |
| Bronz   | Thierry Vigneron | Atletika             | Muži skok o tyči                               |
| Bronz   | Michele Chardonnetová | Atletika             | Ženy 100 m překážek                            |
| Bronz   | Christophe Tiozzo | Box                  | Muži lehkotěžká váha do 71 kg                  |
| Bronz   | Bernard Brégeon | Kanoistika           | Muži K1 500 m                                  |
| Bronz   | François Barouh Philippe Boccara Pascal Boucherit Didier Vavasseur | Kanoistika           | Muži K4 1000 m                                 |
| Bronz   | Didier Hoyer Eric Renaud | Kanoistika           | Muži C2 1000 m                                 |
| Bronz   | Fabrice Colas | Cyklistika           | Muži 1000 m s pevným startem                   |
| Bronz   | Marc Cerboni Patrick Groc Pascal Jolyot Philippe Omnès Frédéric Pietruszka | Šerm                 | Družstvo mužů fleret                           |
| Bronz   | Philippe Riboud | Šerm                 | Muži kord jednotlivci                          |
| Bronz   | Véronique Brouquier Brigitte Gaudin-Latrille Pascale Trinquetová Anne Meygret Laurence Modaineová | Šerm                 | Družstvo žen fleret                            |
| Bronz   | Philippe Vatuone | Sportovní gymnastika | Muži prostná                                   |
| Bronz   | Marc Alexandre | Judo                 | Muži do 65 kg                                  |
| Bronz   | Michel Nowak | Judo                 | Muži do 78 kg                                  |
| Bronz   | Didier Boube Joël Bouzou Paul Four | Moderní pětiboj      | Družstvo mužů                                  |
| Bronz   | Catherine Poirot | Plavání              | Ženy 100 m prsa                                |
| Bronz   | Thierry Peponnet Luc Pillot | Jachting             | Družstvo mužů třída 470                        |